# The Evil Within 2
The Evil Within 2 – komputerowa gra akcji z elementami survival horroru, stworzona przez studio Tango Gameworks i wydana przez Bethesda Softworks. Została wydana w październiku 2017 roku i jest kontynuacją The Evil Within z 2014 roku.
W kontynuacji gracz ponownie wciela się w postać detektywa Sebastiana Castellanosa, który musi zejść do świata Union, by uratować swoją córkę Lily. Gracze mogą swobodnie eksplorować obszar mapy, wypełniać cele poboczne i szukać zasobów, których brakuje. Gracze mogą angażować się w bezpośrednią konfrontację z wrogami za pomocą broni, takiej jak pistolety, lub ukrywać się, aby nie zostać zauważonym, lub przekradać się za wrogów, aby ich zabić po cichu.

## Odbiór gry
The Evil Within 2 otrzymał ogólnie przychylne recenzje, uzyskując w wersji na konsolę PlayStation 4 średnią ocen 76/100 w serwisie Metacritic. Gra została nominowana w kategorii „Best Action Game” w konkursie „Games of the Year 2017” przyznawanej przez PC Gamer oraz do nagrody „Best Action-Adventure Game” w konkursie IGN Best of 2017 Awards.